# Hasnon
Hasnon [anɔ̃] est une commune française située dans le département du Nord (59), en région Hauts-de-France.

## Géographie

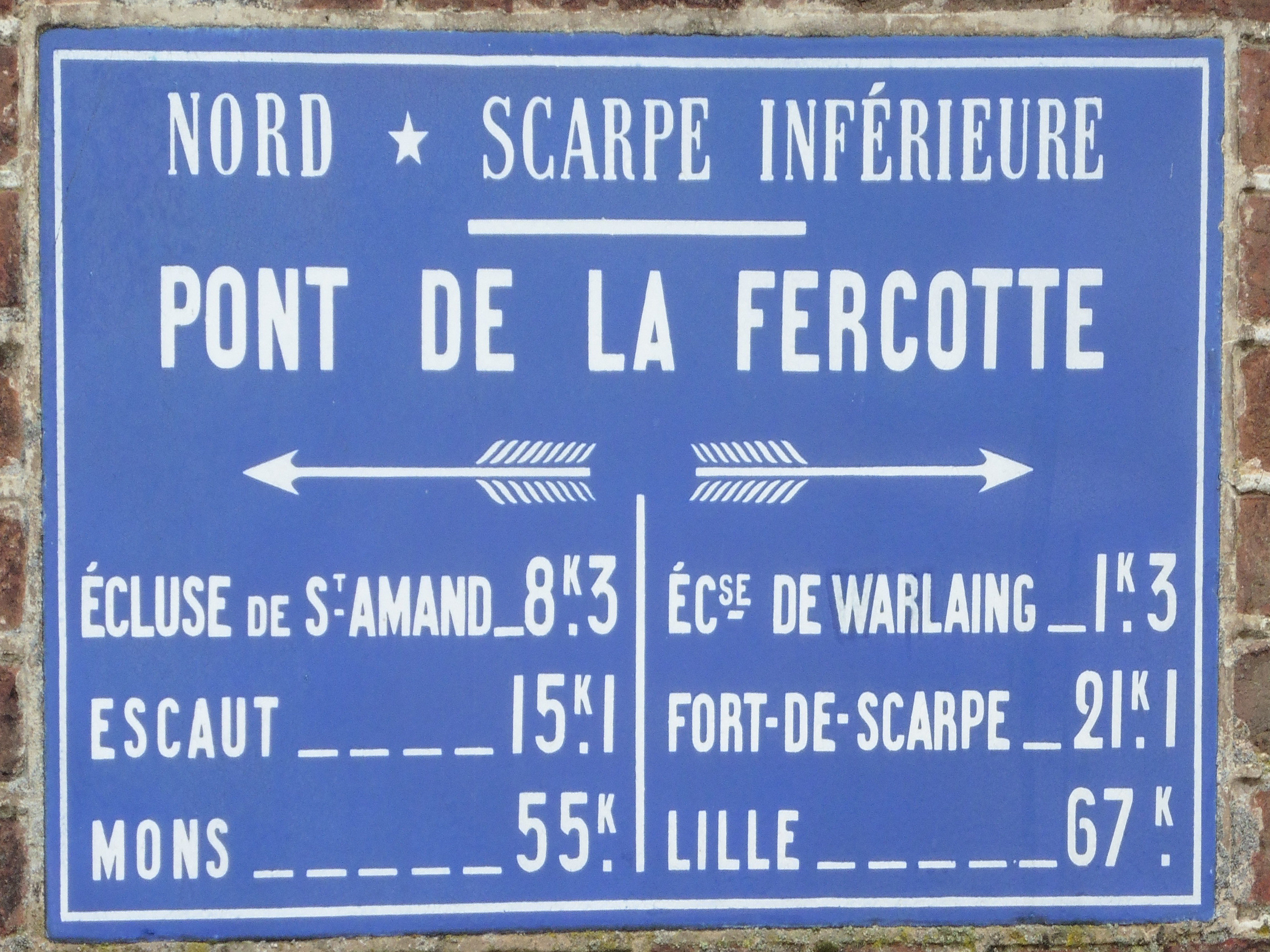
Balisage au pont de la Fercotte.

La commune est composée de trois hameaux : Grand Bray, Cataine et Hasnon Centre. Elle est située à proximité de Saint-Amand-les-Eaux, entre Lille et Valenciennes.
La Scarpe passe au nord de la ville, l'autoroute A23 à l'est et la forêt de Raismes-Saint-Amand déborde au sud-est.

### Communes limitrophes

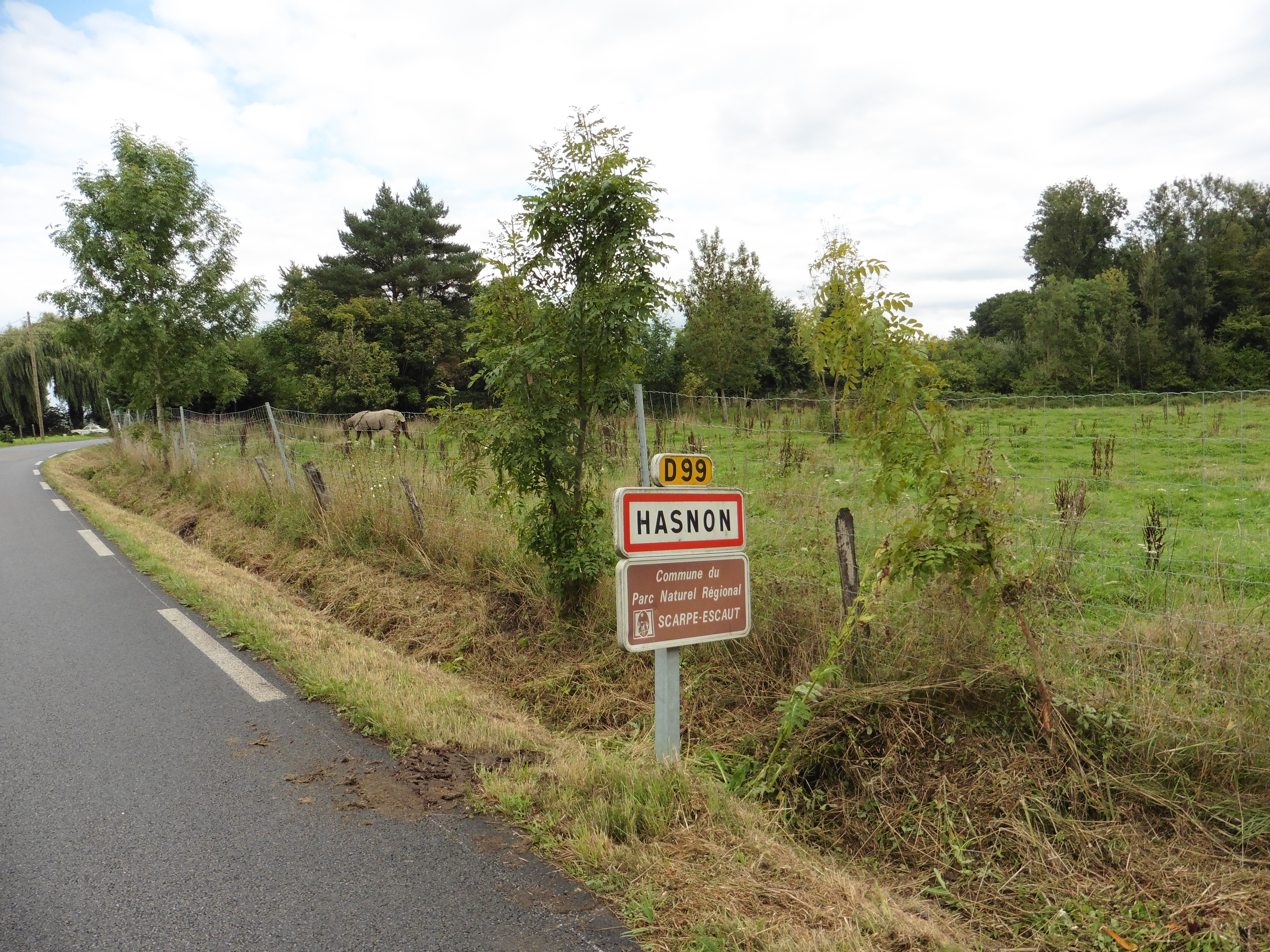
Entrée de ville sur la RD 99

| Tilloy-lez-Marchiennes     | Millonfosse | Saint-Amand-les-Eaux |
| Warlaing Wandignies-Hamage | Hasnon      |                      |
| Hélesmes                   | Wallers     | Raismes              |

### Hydrographie

#### Réseau hydrographique
La commune est située dans le bassin Artois-Picardie. Elle est drainée par la Scarpe canalisée, le Courant des Fontaines d'Hertain, la dérivation de l'Anguille, la Fercotte, la Petite Traitoire, le canal Broutin, le Courant des Fontaines d'Hertain et divers autres petits cours d'eau,.
la Scarpe canalisée et une section canalisée de la Scarpe, d'une longueur de 67 km, prend sa source dans la commune de Arras et se jette  dans l'Escaut canalisée à Mortagne-du-Nord, après avoir traversé 34 communes. 
La Grande Traitoire  est un canal, chenal et un cours d'eau naturel non navigable, d'une longueur de 24 km, qui prend sa source dans la commune de Pecquencourt et se jette  dans la Scarpe canalisée à Château-l'Abbaye, après avoir traversé onze communes. 

La Grande Traitoire
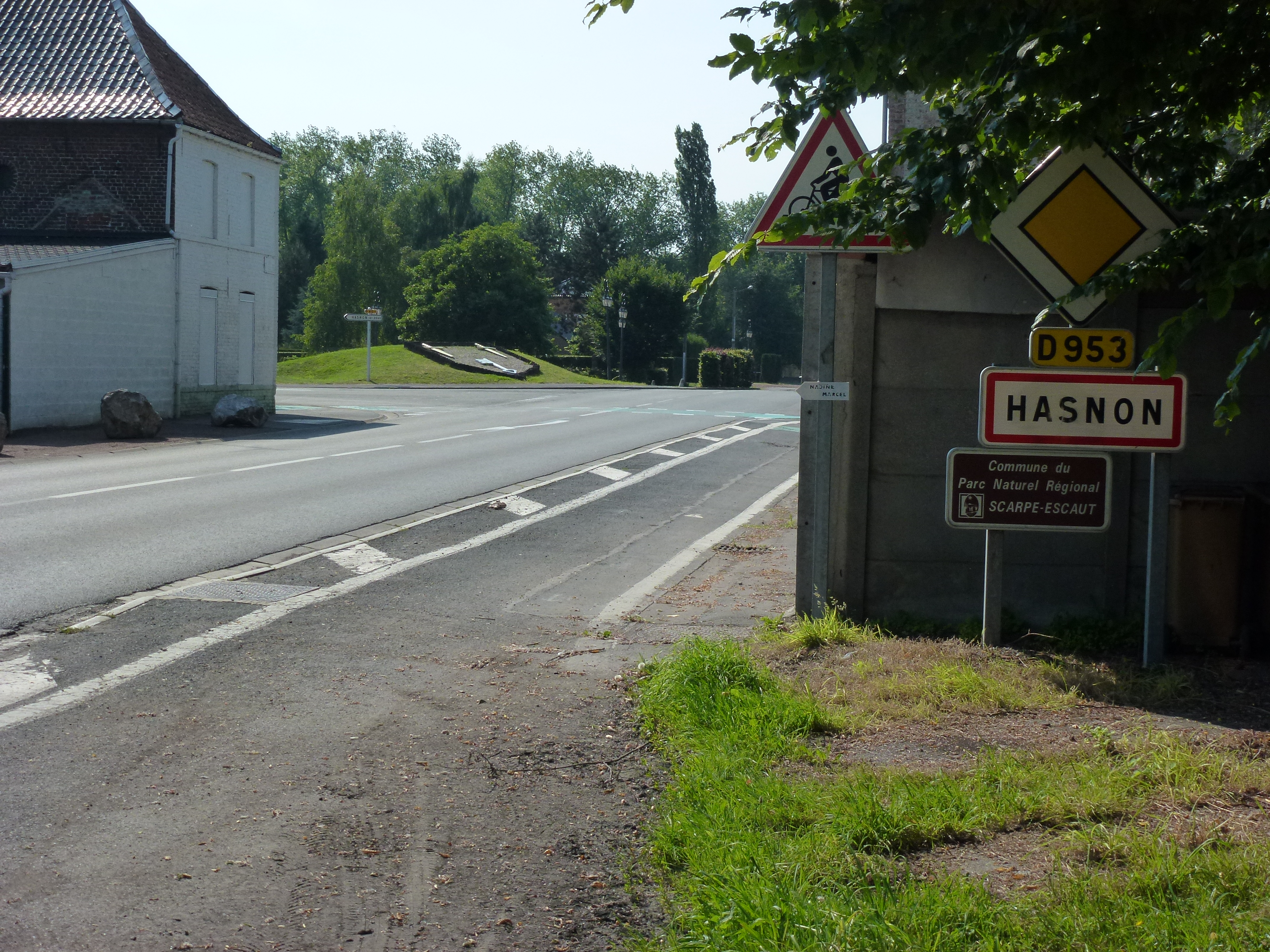
Entrée d'Hasnon.
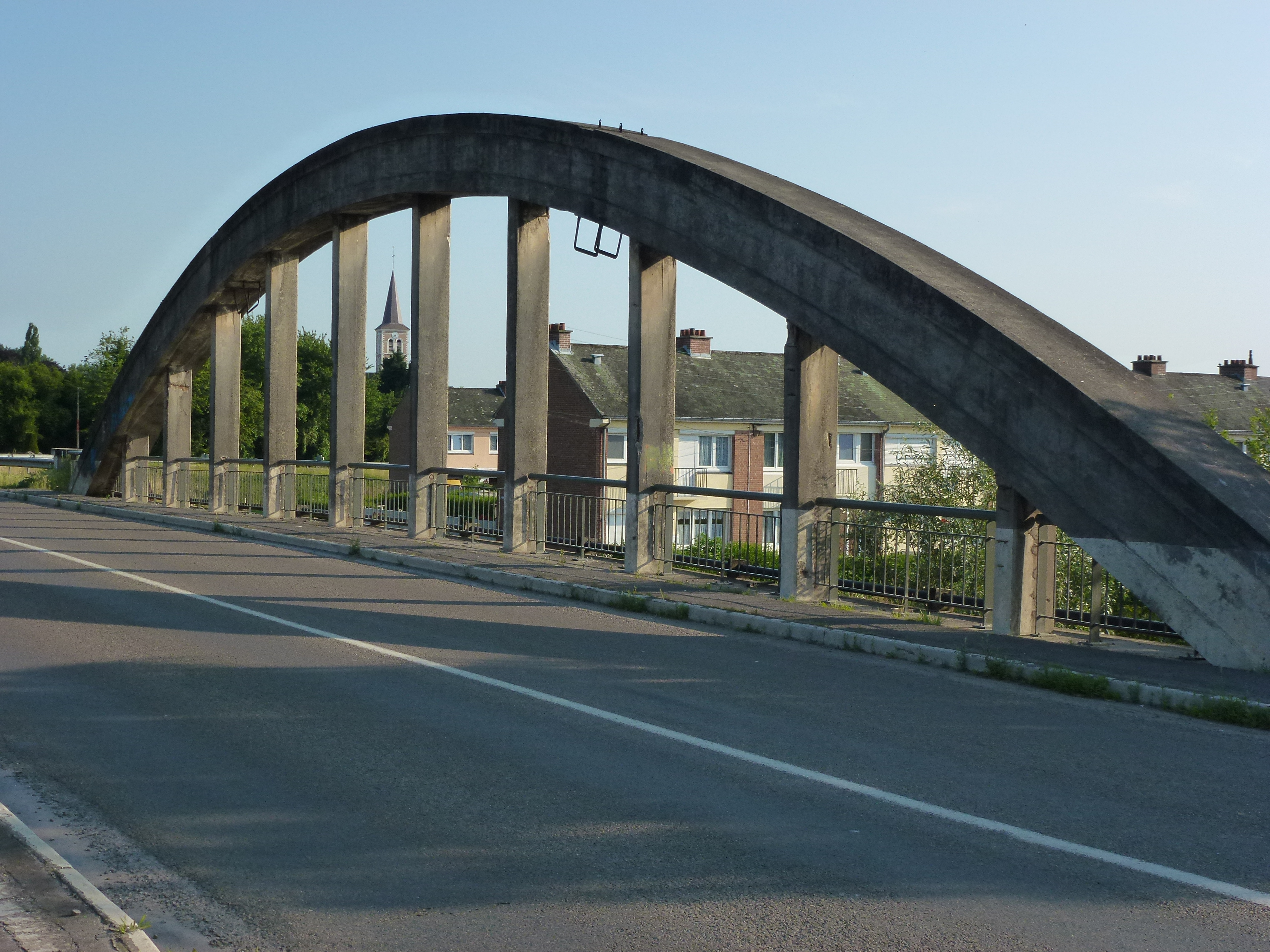
Pont sur la Scarpe vers Millonfosse.
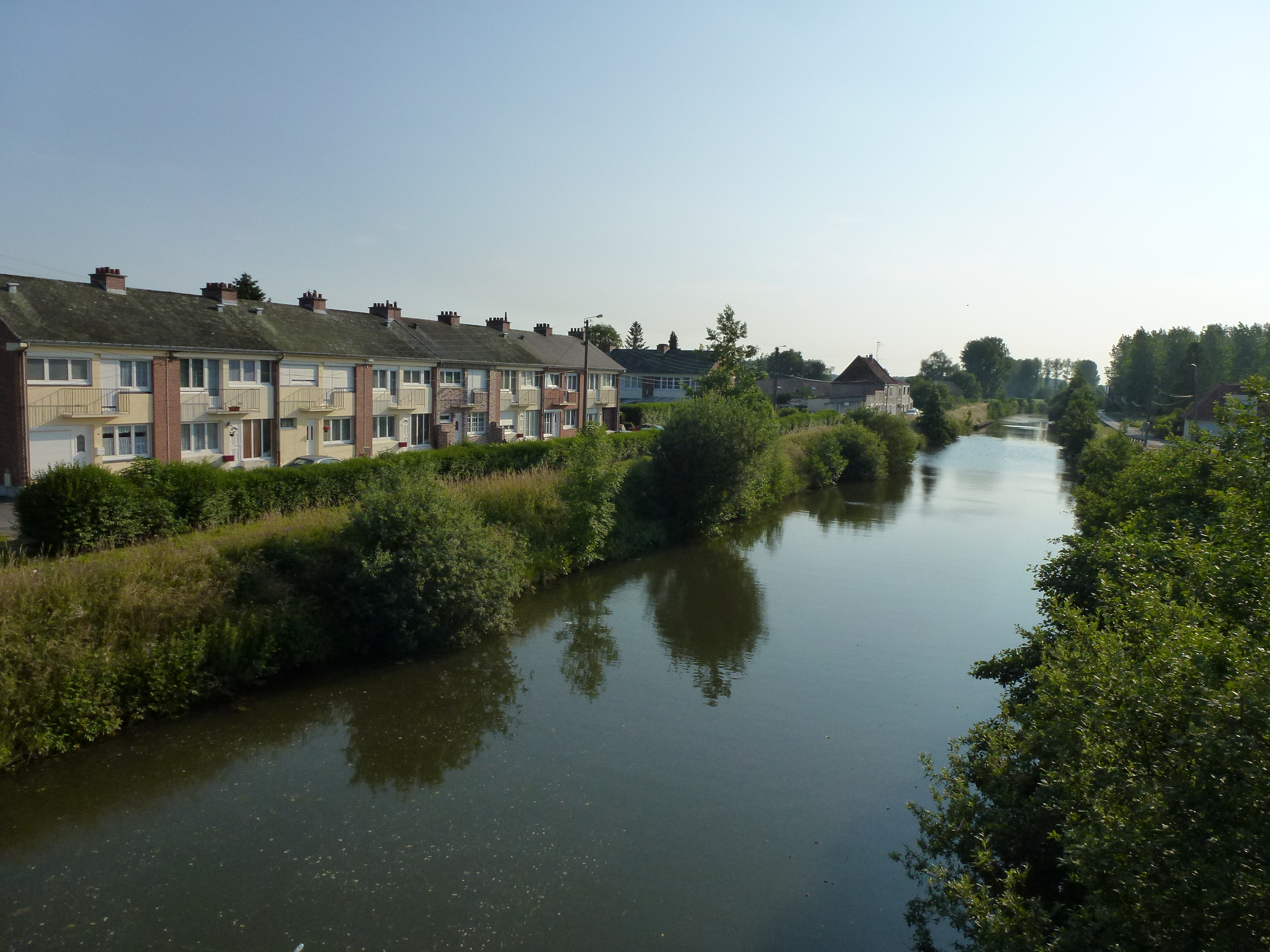
La Scarpe à Hasnon.
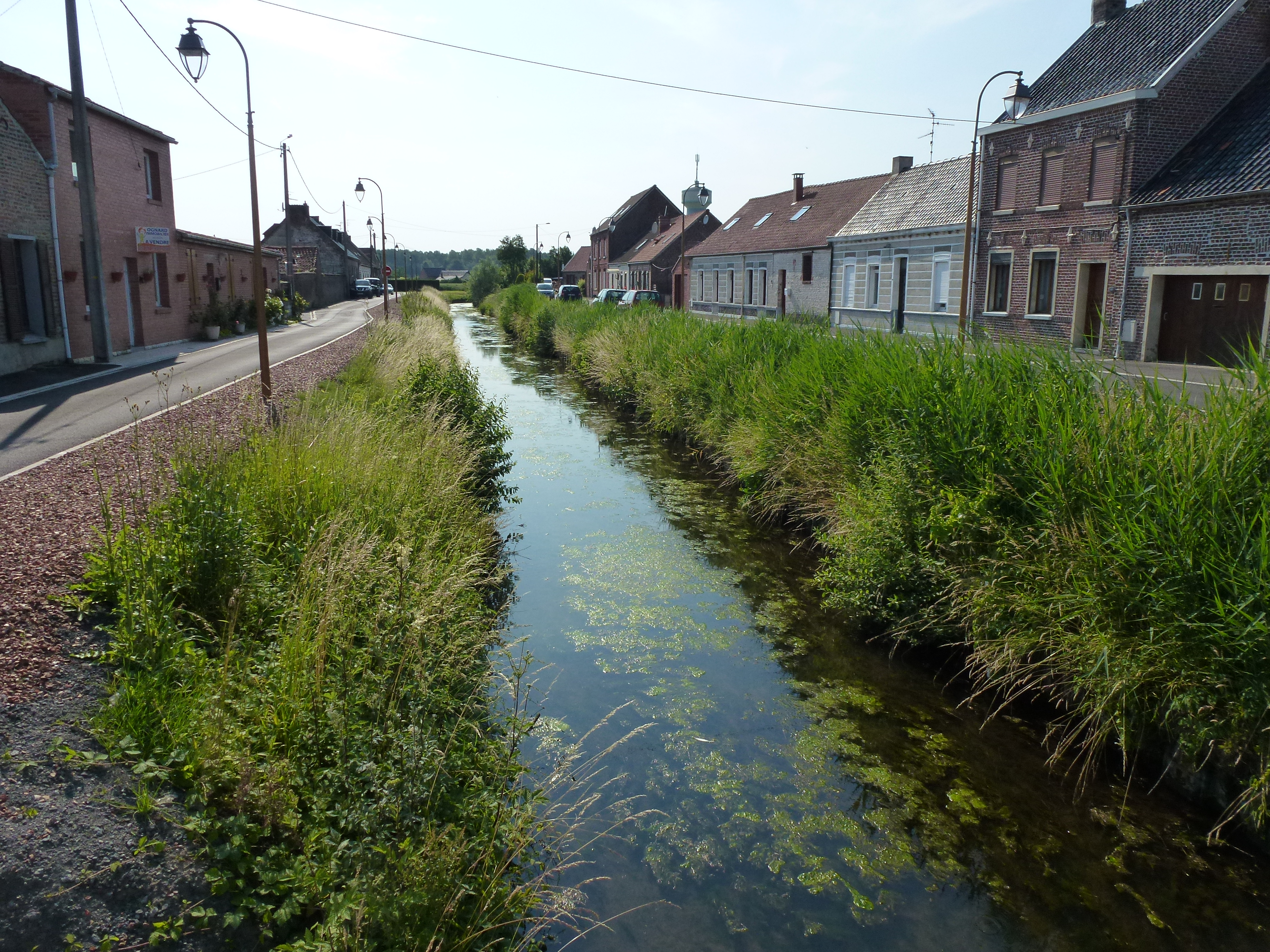
La Traitoire à Hasnon-la-Cataine.

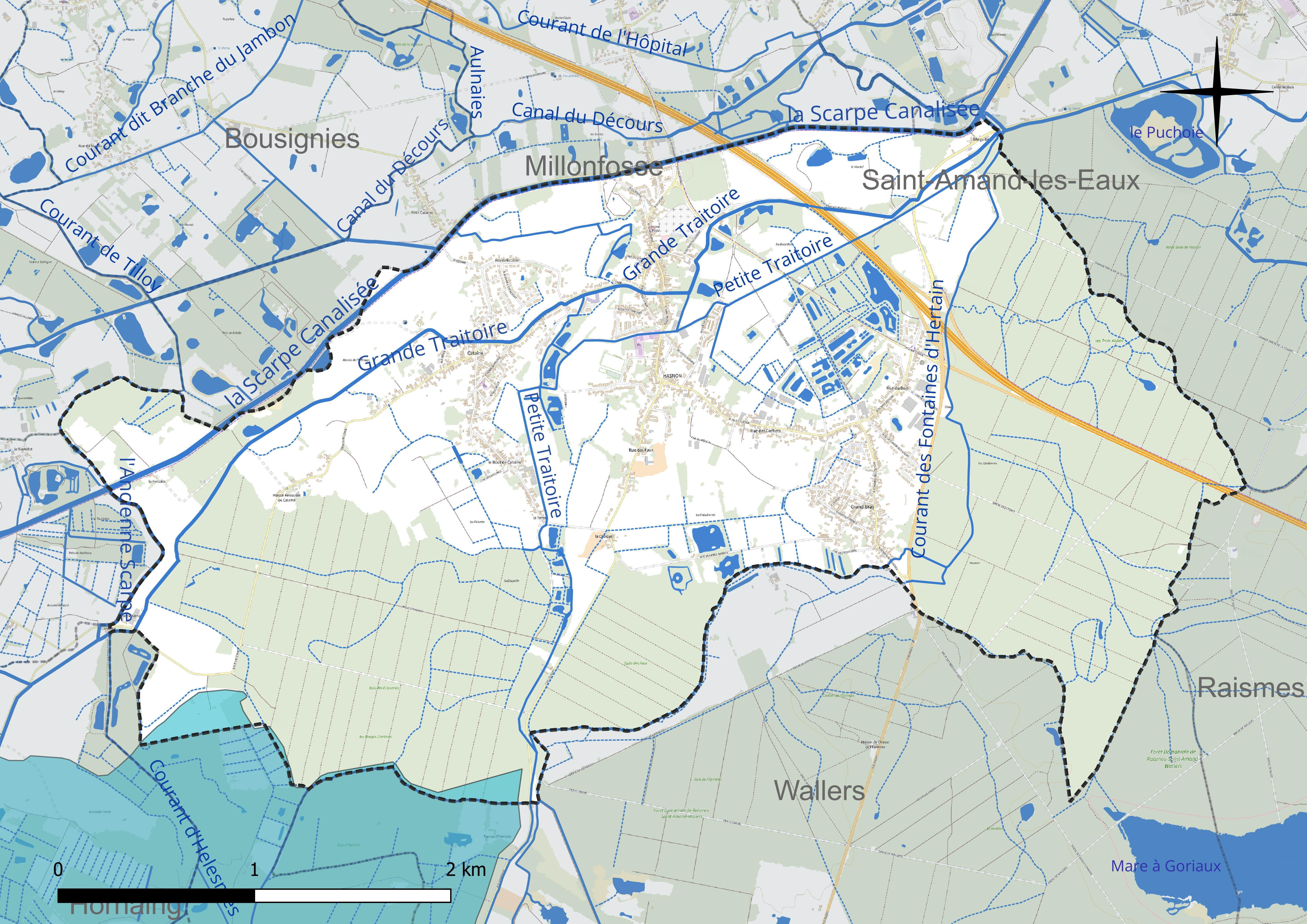
Réseau hydrographique d'Hasnon.

Un plan d'eau complète le réseau hydrographique : l'étang du Martin-Pêcheur (0,2 ha),.

#### Gestion et qualité des eaux
Le territoire communal est couvert par le schéma d'aménagement et de gestion des eaux (SAGE) « Scarpe aval ». Ce document de planification concerne un territoire de 624 km2 de superficie, délimité par le bassin versant de la Scarpe aval, comprenant la Pévèle, la plaine de la Scarpe et le bassin minier avec l'Ostrevent. Le périmètre a été arrêté le 18 mars 1997 et le SAGE proprement dit a été approuvé le 12 mars 2009, puis révisé le 5 juillet 2021. La structure porteuse de l'élaboration et de la mise en œuvre est le parc naturel régional Scarpe-Escaut. 
La qualité des cours d'eau peut être consultée sur un site dédié géré par les agences de l'eau et l'Agence française pour la biodiversité. 

### Climat
Pour des articles plus généraux, voir Climat des Hauts-de-France et Climat du Nord.
En 2010, le climat de la commune est de type climat océanique dégradé des plaines du Centre et du Nord, selon une étude du CNRS s'appuyant sur une série de données couvrant la période 1971-2000. En 2020, Météo-France publie une typologie des climats de la France métropolitaine dans laquelle la commune est dans une zone de transition entre le climat océanique et le climat océanique altéré et est dans la région climatique  Nord-est du bassin Parisien, caractérisée par un ensoleillement médiocre, une pluviométrie moyenne régulièrement répartie au cours de l'année et un hiver froid (3 °C). 
Pour la période 1971-2000, la température annuelle moyenne est de 10,6 °C, avec une amplitude thermique annuelle de 14,7 °C. Le cumul annuel moyen de précipitations est de 701 mm, avec 11,8 jours de précipitations en janvier et 9,4 jours en juillet. Pour la période 1991-2020, la température moyenne annuelle observée sur la station météorologique la plus proche, située sur la commune de Valenciennes à 12 km à vol d'oiseau, est de 11,0 °C et le cumul annuel moyen de précipitations est de 694,1 mm,. Pour l'avenir, les paramètres climatiques de la commune estimés pour 2050 selon différents scénarios d'émission de gaz à effet de serre sont consultables sur un site dédié publié par Météo-France en novembre 2022.

## Urbanisme

### Typologie
Au 1er janvier 2024, Hasnon est catégorisée bourg rural, selon la nouvelle grille communale de densité à sept niveaux définie par l'Insee en 2022.
Elle appartient à l'unité urbaine de Saint-Amand-les-Eaux, une agglomération intra-départementale regroupant 15  communes, dont elle est une commune de la banlieue,,. Par ailleurs la commune fait partie de l'aire d'attraction de Valenciennes (partie française), dont elle est une commune de la couronne,. Cette aire, qui regroupe 102 communes, est catégorisée dans les aires de 200 000 à moins de 700 000 habitants,.

### Occupation des sols
L'occupation des sols de la commune, telle qu'elle ressort de la base de données européenne d'occupation biophysique des sols Corine Land Cover (CLC), est marquée par l'importance des forêts et milieux semi-naturels (45 % en 2018), une proportion identique à celle de 1990 (45 %). La répartition détaillée en 2018 est la suivante : 
forêts (45 %), prairies (18,5 %), zones urbanisées (13,4 %), terres arables (11,5 %), zones agricoles hétérogènes (9,1 %), zones humides intérieures (2,6 %). L'évolution de l'occupation des sols de la commune et de ses infrastructures peut être observée sur les différentes représentations cartographiques du territoire : la carte de Cassini (XVIIIe siècle), la carte d'état-major (1820-1866) et les cartes ou photos aériennes de l'IGN pour la période actuelle (1950 à aujourd'hui).

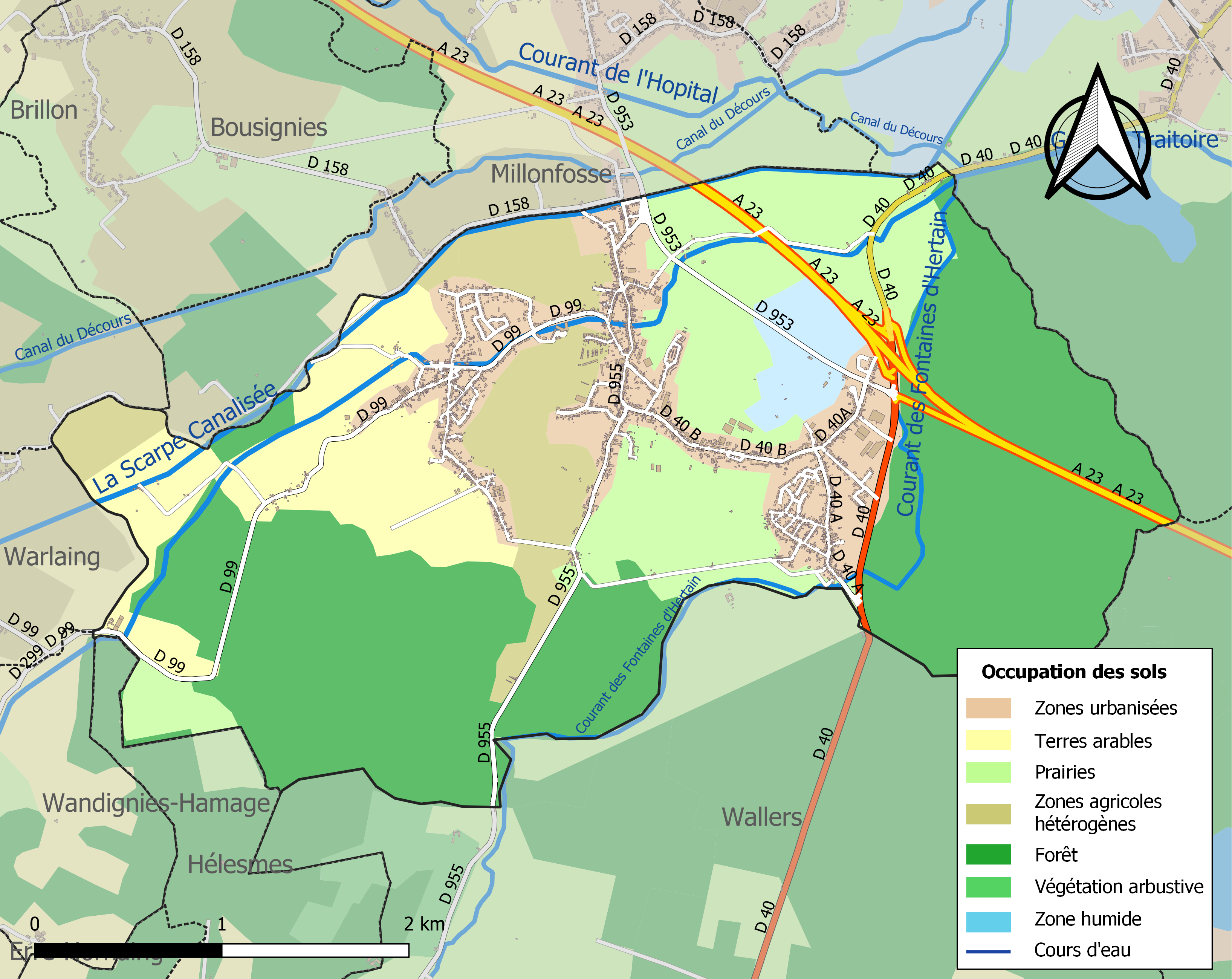
Carte des infrastructures et de l'occupation des sols de la commune en 2018 (CLC).

### Voies de communications et transports
La commune est desservie par la ligne 107 du réseau Transvilles.

## Toponymie
Hasnonium, charte du Tournoi d'Anchin; 1096. Hasnum, Balderic. Hasno, cartulaire du Hainaut, 1277. Hasnoniensis villa, abbatial.
Le nom viendrait de hasna (un dérivé de haswa, mot germanique signifiant « gris »).

## Histoire
La bourgade qui devait s'appeler plus tard Hasnon avait pour nom Saligunsim, qui signifie en latin un "lieu planté de saules". De l'époque romaine il ne reste presque plus rien, hormis quelques vestiges de routes et bon nombre de déductions que des fouilles archéologiques pourraient confirmer.
En 670, un jeune noble nommé Jean d'Ostrevent et sa sœur nommée Eulalie décident de transformer le manoir paternel en un double couvent, pour hommes et pour femmes, sous la règle de saint Benoît. Ce faisant, ils fondent les abbayes d'Hasnon, donnant son nom à la cité :
> Hans et on (demeure) : la demeure de Jean
> Hans et noe (marais) : le marais de Jean (Hans signifiant Jean en Germanique).
Une église est érigée pour les deux communautés religieuses et fut consacrée en 691. À cette église s'ajoutent toutes les dépendances des moines, des remises, des étables, une bibliothèque, une infirmerie, etc.
La cité s'étend sur environ quatre hectares, ceinturée par une muraille et un pont-levis. Les moines bénédictins entreprennent alors d'énormes travaux d'assainissement : ils assèchent les marais, créent des routes, font prospérer les deux communautés. Les travaux intellectuels sont également valorisés (les bénédictins sont considérés comme les seuls érudits du Moyen Âge).
C'est peut-être à l'abbaye d'Hasnon que fut écrite au IXe siècle la cantilène de sainte Eulalie, le premier texte en langue romane d'oïl, intermédiaire entre le latin et l'ancien français.
L'épouse de Charles le Chauve, la reine de France Ermentrude, qui a perdu quatre de ses sept fils, vient se retirer au monastère d'Hasnon avec sa fille vers 870.
Mais l'invasion normande en 880 frappe la région. L'envahisseur provoque de terribles ravages dans les villes et villages, et tout ce qui n'est pas dérobé à l'abbaye d'Hasnon est brûlé. À la suite de cette invasion, la fille d'Ermentrude qui avait fui les Normands quitte la région et ne revient plus. Cela marque la dispersion du couvent des religieuses. Après le passage des Normands, la vie du monastère est désorganisée.
Il s'ensuit alors une longue période de troubles, durant laquelle les clercs doivent abandonner la règle de Saint-Benoît pour vivre en prêtres séculiers. la gouvernance de l'abbaye passe entre plusieurs mains nobles, qui reconstruisent ce qui avait été détruit. La vie s'écoule alors paisiblement, en dépit de la première croisade qui coûte un lourd tribut à la commune.
L'affranchissement des serfs, du XIe au XIIe siècle, marque l'émancipation d'Hasnon. En 1208, un acte est signé, signifiant une nette modification des impôts et des taxes. En 1340, l'abbaye et le village sont de nouveau pillés et détruits par les troupes de Flandres au cours de la guerre de Cent Ans. La peste vient également frapper la région, emportant, dit-on, le tiers de la population.
En 1778, Louis XI lutte contre Maximilien d'Autriche. Redoutant de nouveaux pillages et incendies, les religieux d'Hasnon transportent reliques et trésor à Valenciennes, ce qui explique vraisemblablement pourquoi le parchemin de la cantilène de sainte Eulalie se trouve à la bibliothèque de la ville.
La domination espagnole, qui s'étendra jusqu'à Louis XIV, les guerres de Religion (contre les protestants) et la guerre de Trente Ans affaiblissent considérablement la région, et Hasnon connaît même, en 1636, une longue et pénible occupation par les troupes espagnoles.
Au XVIIIe siècle, de très importants travaux apportent un nouvel essor à la commune : les marais sont activement desséchés, la Traitoire est prolongée et une petite Traitoire, d'environ 6 km, est creusée. Le transport routier et fluvial se modernise.
L'industrie linière est alors une grande source de revenus car le fin lin d'Hasnon jouit d'une belle réputation. La Révolution française vient bouleverser cet équilibre, la population juge indispensable une réforme de la justice. La confiscation des biens du clergé est déclarée le 2 novembre 1789 et les ordres religieux sont abolis, anticipant la destruction définitive de l'abbaye vers 1796. Après avoir été pillés par les révolutionnaires, qui assurent la valeur des assignats par la revente des biens nationaux et religieux, les biens abbatiaux sont répartis en parcelles et vendus.
En 1782, " la patrie est en danger ", car la France révolutionnaire est menacée, d'abord par l'Autriche et la Prusse puis par tous les souverains d'Europe qui ne pardonnent pas à notre pays d'avoir renversé son roi et proclamé la république.
La " levée en masse " décrétée par la convention provoque un afflux dans l'armée de nombreux volontaires sans grande expérience militaire, mal habillés et à l'armement disparate... mais pleins d'enthousiasme, de bravoure et de foi révolutionnaire.
Les Prussiens sont battus à Valmy le 20 septembre... cependant, dans notre région, les Autrichiens gardent encore l'avantage. Ils occupent Millonfosse et menacent Hasnon d'un incendie général en cas d'hostilités.
Les organisateurs de la défense ne sont d'abord que 9. Ils obtiennent un détachement de 200 à 250 soldats et un canon qui est installé dans l'abbaye, mais surtout des volontaires de la commune qui forment une garde nationale qui " flanque " les troupes régulières dans de nombreuses opérations défensives ou offensives, provoquant la mort d'une soixantaine d'ennemis. Finalement les Autrichiens se retirent le 22 octobre et l'armée française, toujours escortée de braves gardes nationaux reconquiert Saint-Amand, Marchiennes et Orchies.
La commune reçoit en récompense de sa bravoure un drapeau de fer (un des sept sur l'ensemble du territoire français), d'être citée à l'ordre du jour par un décret de la Convention : " Hasnon a bien mérité de la Patrie " (le 3 février 1793).

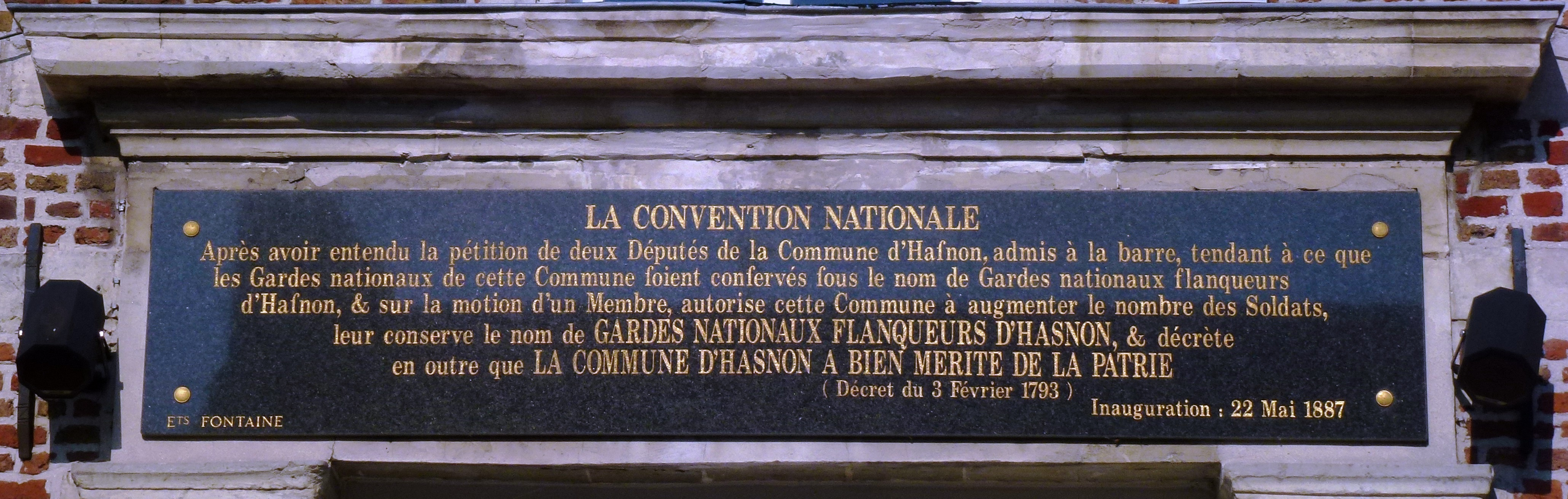
Texte commémoratif sur la mairie

Dans les années 1939 et 1940, Hasnon a vu cantonner différents régiments. Le 43e RI remplacé par le 110e en place à Hasnon à la déclaration de guerre 39/45. Puis est venu le 6ee GRCA parti en mai 1940 sur le front belge. Ces trois régiments se sont distingués par leur courage en Belgique sur la ligne de défense de la Dyle, puis sur Lille et ensuite Dunkerque. Beaucoup d'entre eux y sont morts pour la France.
Hasnon aux XIXe et XXe siècles :
C'est de cette époque que date la construction des grands bâtiments publics : l'église est bâtie en 1815 et livrée aux fidèles en 1817, la mairie en 1826, les écoles du Centre en 1833 (l'enseignement n'étant pas mixte, les classes sont divisées pour les garçons et pour les filles), l'école de Grand-Bray en 1868 et celle de Cataine en 1897. À la suite de l'incendie, provoqué par les troupes ennemies en 1918, l'école du Centre sera reconstruite en 1929 par Monsieur Louis Louis, Maire de la ville de 1925 à 1935, qui inaugurera également la Salle des Fêtes en 1933.
Au XIXe siècle, la population hasnonaise vit des industries du lin, du sucre, du bois, des brasseries, de l'agriculture et du commerce. La fabrication de fléchettes, dont le brevet est Hasnonais, fait travailler une grande partie de la population. En 1937, 9 fabricants ou artisans produisent plus de    200 000 fléchettes par jour ! La fabrication de toupies, quilles et boules a un moment de vogue, comme celle des caisses et des bobines, mais ces entreprises ne résistent pas à la concurrence.
L'histoire de la fléchette, invention hasnonaises, est retracée à la maison thématique de la Fléchette. Ce bâtiment fut un logement pour les moines puis le logement su secrétaire général de la mairie.
Si la guerre de 1870 épargne notre région, freinant cependant l'élan de prospérité, la Première Guerre Mondiale la frappe brutalement : l'occupation, le travail forcé, la disette, etc. La déforestation intensive menée par les Allemands porte un coup fatal à l'industrie du bois, et Hasnon dut plus tard s'approvisionner ailleurs en bois nécessaire aux multiples scieries et tourneries locales. le 20 octobre 1918, les soldats canadiens libèrent Hasnon, et 18 d'entre eux reposent dans le cimetière communal.
Des malheurs identiques se reproduisent lors de la Seconde Guerre mondiale. Nombre d'Hasnonais disparurent durant l'exode, au cours des combats ou en captivité. Les stèles et le monument aux Morts attestent de ces sanglantes périodes.

## Héraldique
|  | Les armes d'Hasnon se blasonnent ainsi : "Coupé : en chef, d'azur à une bande d'argent, accostée de deux épées mises en pal, la pointe en bas ; en pointe, de sable à une clef d'argent en pal, le panneton en haut et à dextre." NB: sur la version "moderne" du blason, les épées sont de couleur dorée, la bande d'argent est maintenant de couleur blanche et le fond noir a été remplacé par un fond rouge |

## Politique et administration

### Liste des maires successifs
Maire en 1802-1803 : Joly.
Maire en 1807 : Descary.

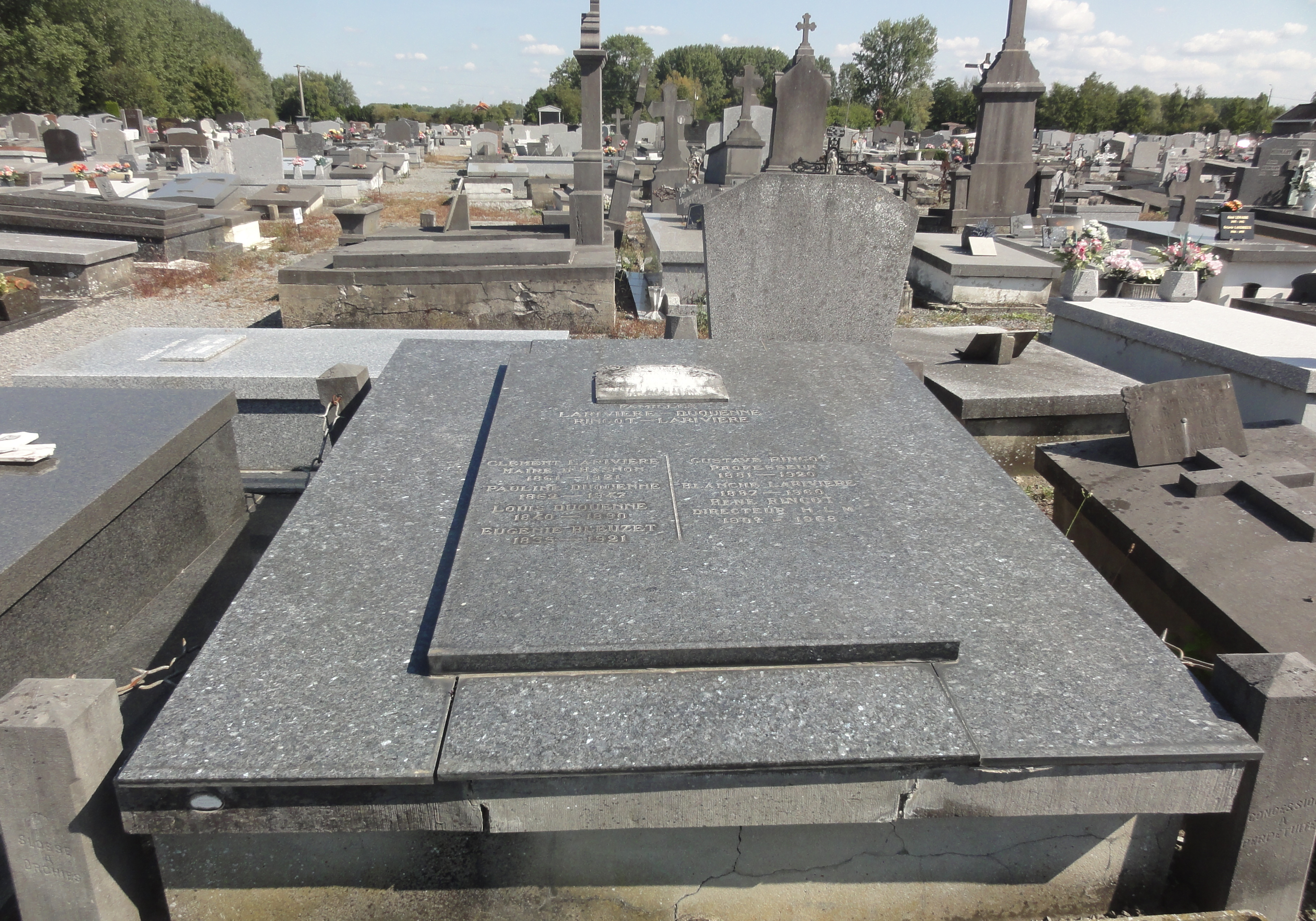
Tombe de Clément Larivière au cimetière de l'église Saint-Marcellin-et-Saint-Pierre.

Hasnon Autrefois dresse ainsi la liste des anciens maires :
| Identité                                             | Période           | Période           | Durée                       | Étiquette                                                       |
| Identité                                             | Début             | Fin               | Durée                       | Étiquette                                                       |
| ---------------------------------------------------- | ----------------- | ----------------- | --------------------------- | --------------------------------------------------------------- |
| Marcellin Joseph Boudart (d) (1731 - 1811)           |                   | XVIIIe siècle     |                             |                                                                 |
| Mahieu (d)                                           |                   | années 1840       |                             |                                                                 |
| François Joseph Joly (d) (1766 - 1801)               |                   | XIXe siècle       |                             |                                                                 |
| Desmary (d)                                          |                   | XIXe siècle       |                             |                                                                 |
| Joseph Petit-Bois (d)                                |                   | XIXe siècle       |                             |                                                                 |
| Clément Larivière (d) (1861 - 1921)                  | 10 décembre 1919  | 25 décembre 1921  | 2 ans et 15 jours           |                                                                 |
| Adolphe Fauverque (d)                                | 25 décembre 1921  | 17 mai 1925       | 3 ans, 4 mois et 22 jours   |                                                                 |
| Louis Louis (d)                                      | 17 mai 1925       | 19 mai 1935       | 10 ans et 2 jours           | Section française de l'Internationale ouvrière                  |
| Edmond Desprez (d)                                   | 19 mai 1935       | 17 septembre 1941 | 6 ans, 3 mois et 29 jours   |                                                                 |
| Désiré Grudenaire (d)                                | 17 septembre 1941 | 29 octobre 1944   | 3 ans, 1 mois et 12 jours   |                                                                 |
| Edmond Desprez (d)                                   | 29 octobre 1944   | 22 mars 1959      | 14 ans, 4 mois et 21 jours  |                                                                 |
| Léon Delcroix (d)                                    | 22 mars 1959      | 28 mars 1971      | 12 ans et 6 jours           | Section française de l'Internationale ouvrière Parti socialiste |
| Jean-Marie Ballé (d) (né le 25 mai 1931)             | 28 mars 1971      | 27 mars 1977      | 5 ans, 11 mois et 27 jours  | Parti socialiste                                                |
| Jean Delœil (d) (10 octobre 1925 - 31 décembre 1992) | 27 mars 1977      | 7 juillet 1991    | 14 ans, 3 mois et 10 jours  | Parti socialiste                                                |
| Yannick Nison (d) (né le 25 avril 1949)              | 7 juillet 1991    | 24 mai 2020       | 28 ans, 10 mois et 17 jours | divers gauche                                                   |
| André Desmedt (d), (né le 12 août 1955)              | 24 mai 2020       | En cours          | 4 ans, 9 mois et 18 jours   | divers gauche                                                   |

### Instances judiciaires et administratives
La commune relève du tribunal d'instance de Valenciennes, du tribunal de grande instance de Valenciennes, de la cour d'appel de Douai, du tribunal pour enfants de Valenciennes, du conseil de prud'hommes de Valenciennes, du tribunal de commerce de Valenciennes, du tribunal administratif de Lille et de la cour administrative d'appel de Douai.

## Population et société

### Démographie

#### Évolution démographique
L'évolution du nombre d'habitants est connue à travers les recensements de la population effectués dans la commune depuis 1800. Pour les communes de moins de 10 000 habitants, une enquête de recensement portant sur toute la population est réalisée tous les cinq ans, les populations de référence des années intermédiaires étant quant à elles estimées par interpolation ou extrapolation. Pour la commune, le premier recensement exhaustif entrant dans le cadre du nouveau dispositif a été réalisé en 2006.

En 2022, la commune comptait 3 853 habitants, en évolution de −0,44 % par rapport à 2016 (Nord : +0,51 %, France hors Mayotte : +2,11 %).
| 1800  | 1806  | 1821  | 1831  | 1836  | 1841  | 1846  | 1851  | 1856  |
| ----- | ----- | ----- | ----- | ----- | ----- | ----- | ----- | ----- |
| 2 061 | 2 238 | 2 337 | 2 685 | 3 039 | 3 389 | 3 486 | 3 600 | 3 592 |

| 1861  | 1866  | 1872  | 1876  | 1881  | 1886  | 1891  | 1896  | 1901  |
| ----- | ----- | ----- | ----- | ----- | ----- | ----- | ----- | ----- |
| 3 584 | 3 477 | 3 505 | 3 713 | 3 597 | 3 474 | 3 152 | 3 094 | 3 237 |

| 1906  | 1911  | 1921  | 1926  | 1931  | 1936  | 1946  | 1954  | 1962  |
| ----- | ----- | ----- | ----- | ----- | ----- | ----- | ----- | ----- |
| 3 204 | 3 195 | 2 941 | 3 076 | 3 023 | 2 934 | 2 859 | 2 970 | 3 235 |

| 1968  | 1975  | 1982  | 1990  | 1999  | 2006  | 2011  | 2016  | 2021  |
| ----- | ----- | ----- | ----- | ----- | ----- | ----- | ----- | ----- |
| 3 275 | 3 271 | 3 395 | 3 271 | 3 180 | 3 239 | 3 818 | 3 870 | 3 874 |

| 2022  | - | - | - | - | - | - | - | - |
| ----- | - | - | - | - | - | - | - | - |
| 3 853 | - | - | - | - | - | - | - | - |

#### Pyramide des âges
La population de la commune est relativement jeune.
En 2018, le taux de personnes d'un âge inférieur à 30 ans s'élève à 37,5 %, soit en dessous de la moyenne départementale (39,5 %). À l'inverse, le taux de personnes d'âge supérieur à 60 ans est de 20,8 % la même année, alors qu'il est de 22,5 % au niveau départemental.
En 2018, la commune comptait 1 920 hommes pour 1 979 femmes, soit un taux de 50,76 % de femmes, légèrement inférieur au taux départemental (51,77 %).
Les pyramides des âges de la commune et du département s'établissent comme suit.
| Hommes | Classe d’âge | Femmes |
| ------ | ------------ | ------ |
| 0,5    | 90 ou +      | 1,3    |
| 4,0    | 75-89 ans    | 8,8    |
| 13,5   | 60-74 ans    | 13,6   |
| 19,0   | 45-59 ans    | 17,7   |
| 23,9   | 30-44 ans    | 22,7   |
| 16,7   | 15-29 ans    | 16,7   |
| 22,4   | 0-14 ans     | 19,3   |

| Hommes | Classe d’âge | Femmes |
| ------ | ------------ | ------ |
| 0,5    | 90 ou +      | 1,4    |
| 5,3    | 75-89 ans    | 8,1    |
| 14,8   | 60-74 ans    | 16,2   |
| 19,1   | 45-59 ans    | 18,4   |
| 19,5   | 30-44 ans    | 18,7   |
| 20,7   | 15-29 ans    | 19,1   |
| 20,2   | 0-14 ans     | 18     |

## Lieux et monuments
- « Musée Thématique de la Fléchette » (consulté le 4 septembre 2015).

- L'église Saint-Marcellin-et-Saint-Pierre et son cimetière.
- Abbaye d'Hasnon, abbaye bénédictine du VIIe siècle, disparue.
- Ballodrome du Soleil levant.
- La « Mare à Goriaux », grand étang dominé par un terril avec un superbe point de vue sur la forêt et ses alentours, est située à 5 km au sud.
- La drève des boules d'Hérin, plus communément appelée « pavés d'Arenberg » ou « trouée d'Arenberg », haut-lieu de la course cycliste Paris-Roubaix, débouche sur le territoire de Wallers, à la limite de la commune d'Hasnon.
- La Chapelle du Dieu de Gibloux, dite Chapelle à loques. Les parents d'un malade s'y rendent pour dire une prière et accrocher aux branches d'un arbre un linge appartenant au malade dans l'espoir de sa guérison.
- Quelques autres oratoires sur le territoire de la commune.

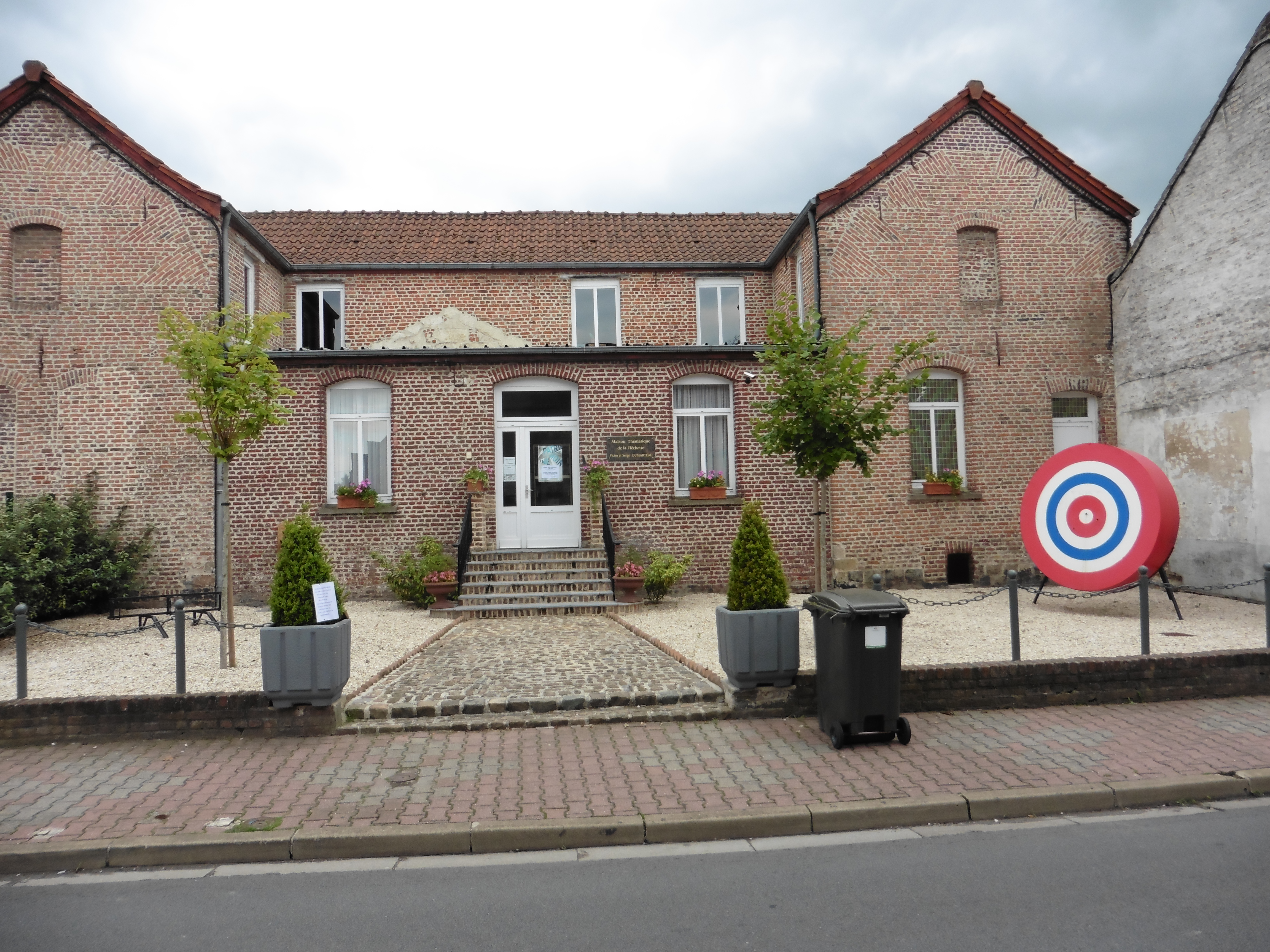
Musée thématique de la fléchette.
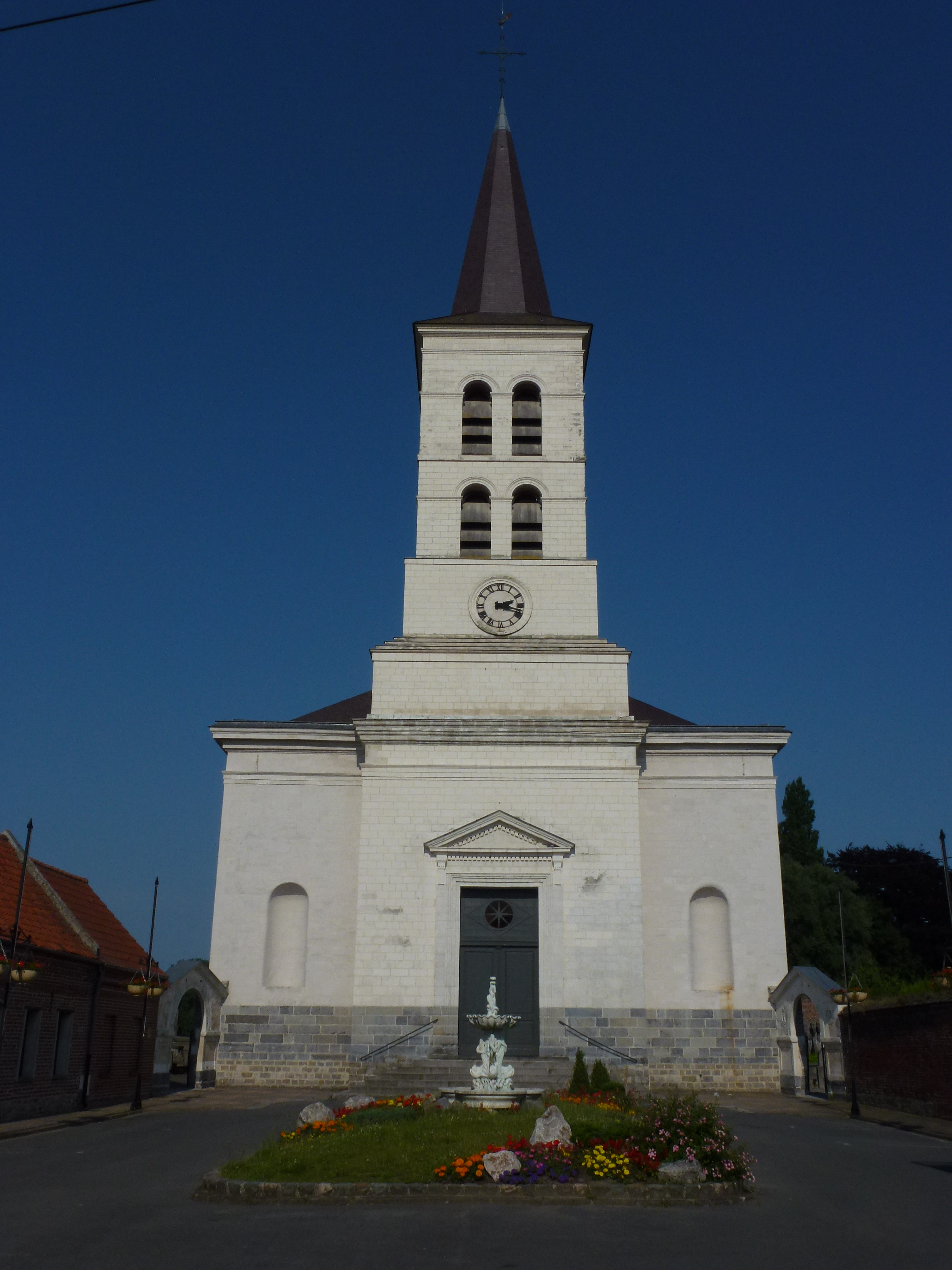
L'église Saint-Marcellin et Saint-Pierre.
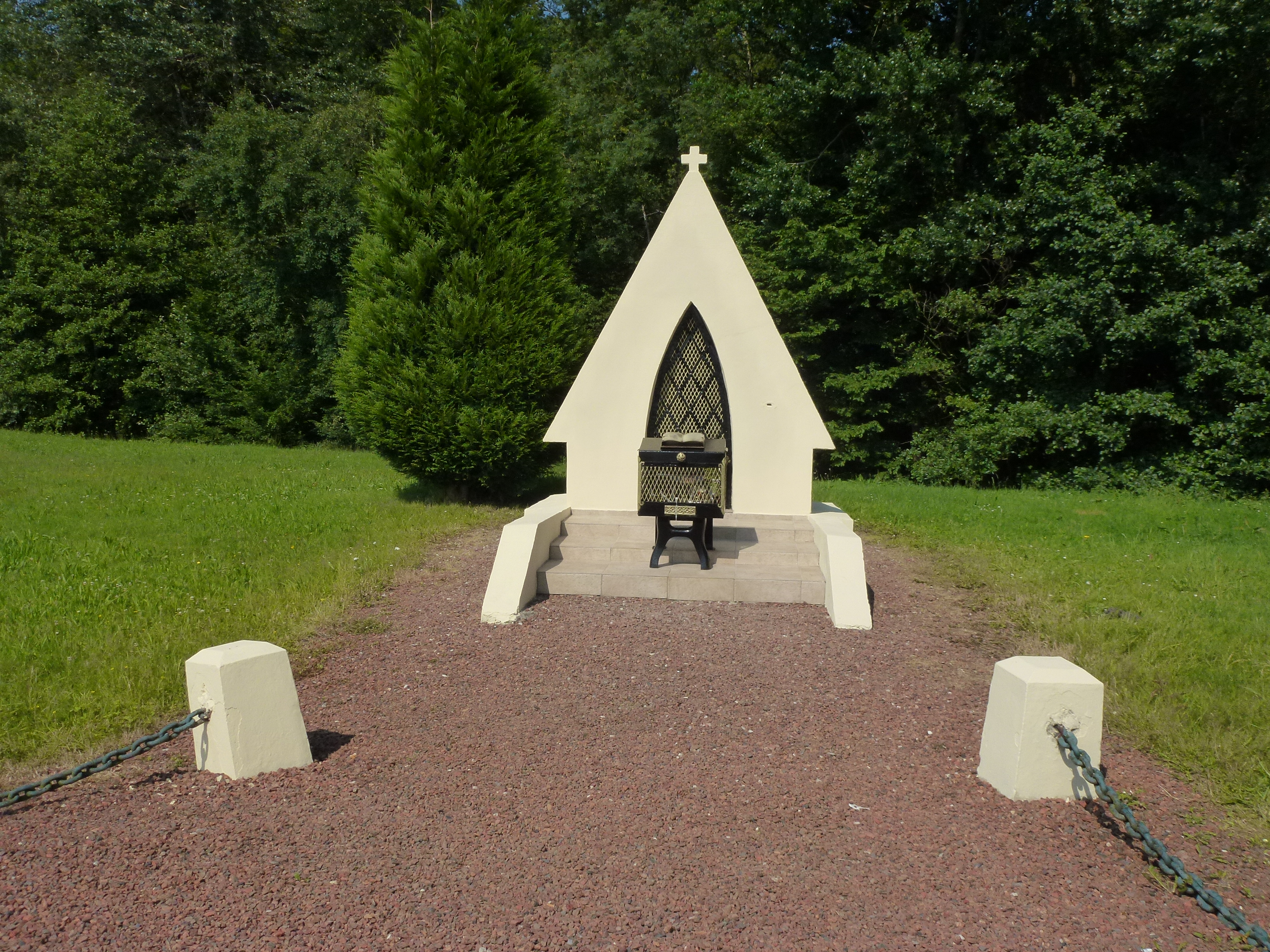
Chapelle du Dieu de Gibloux, D40.
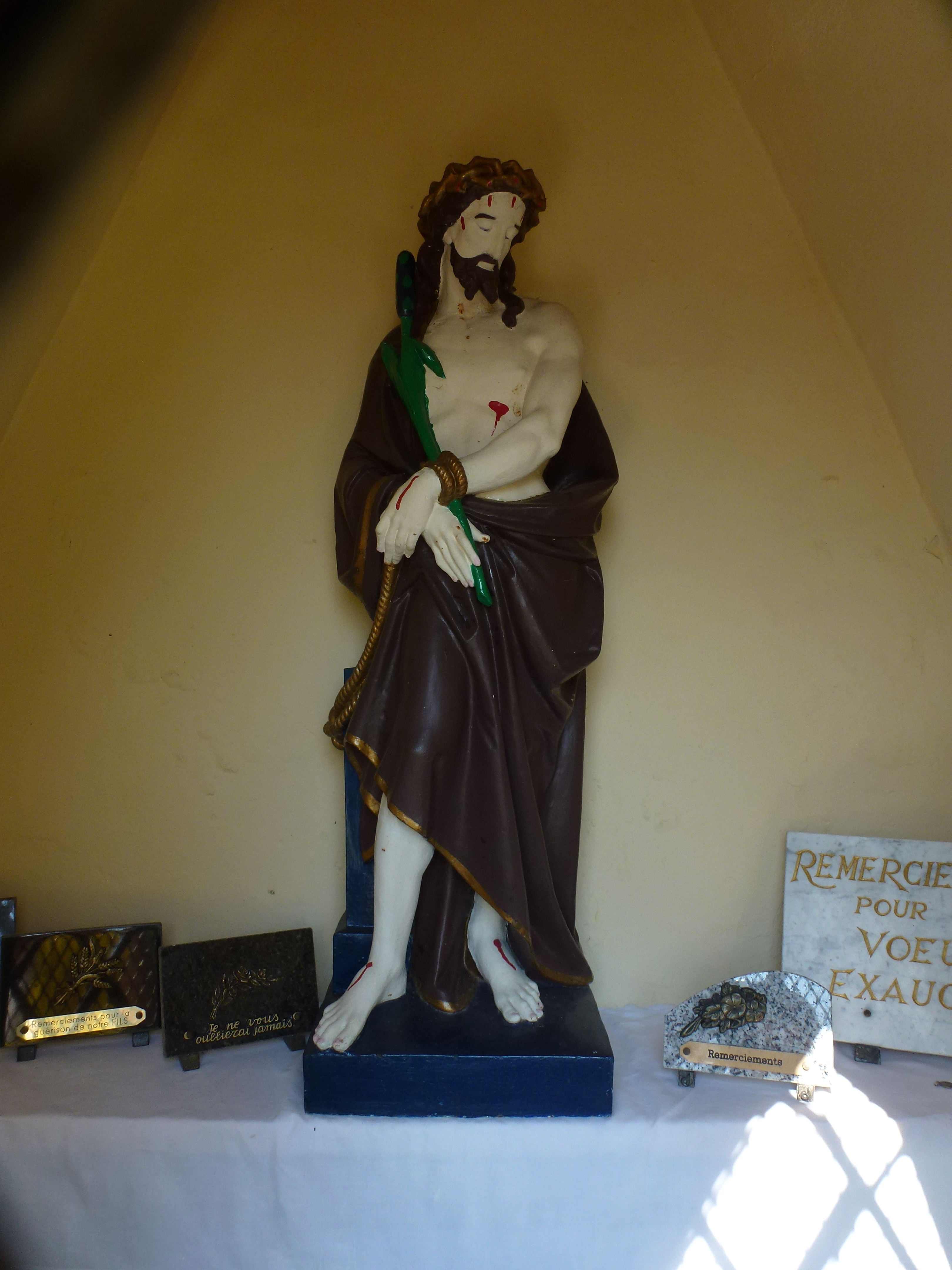
Statue de la chapelle du Dieu de Gibloux.
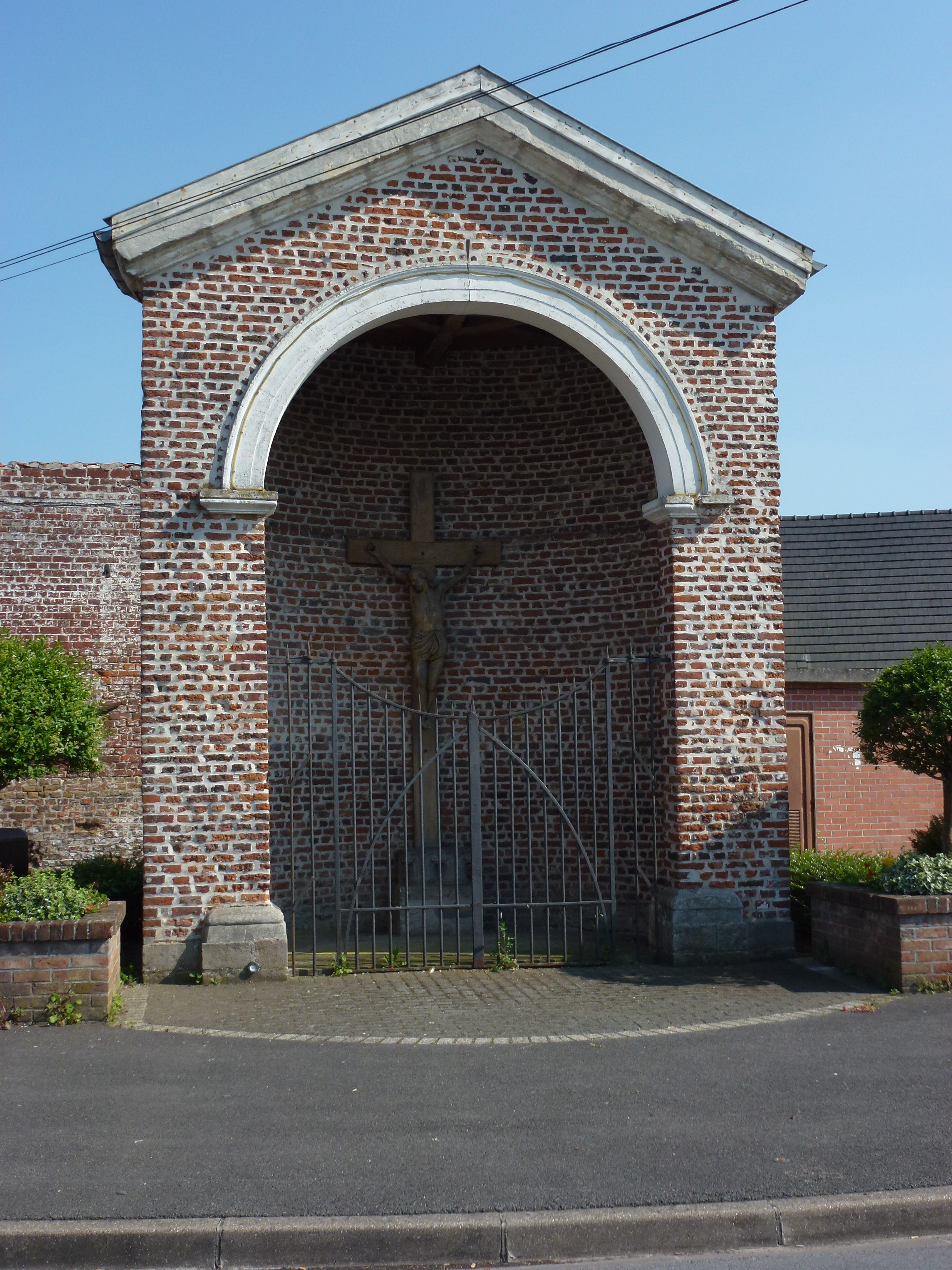
Chapelle du Calvaire, D955/D40B.
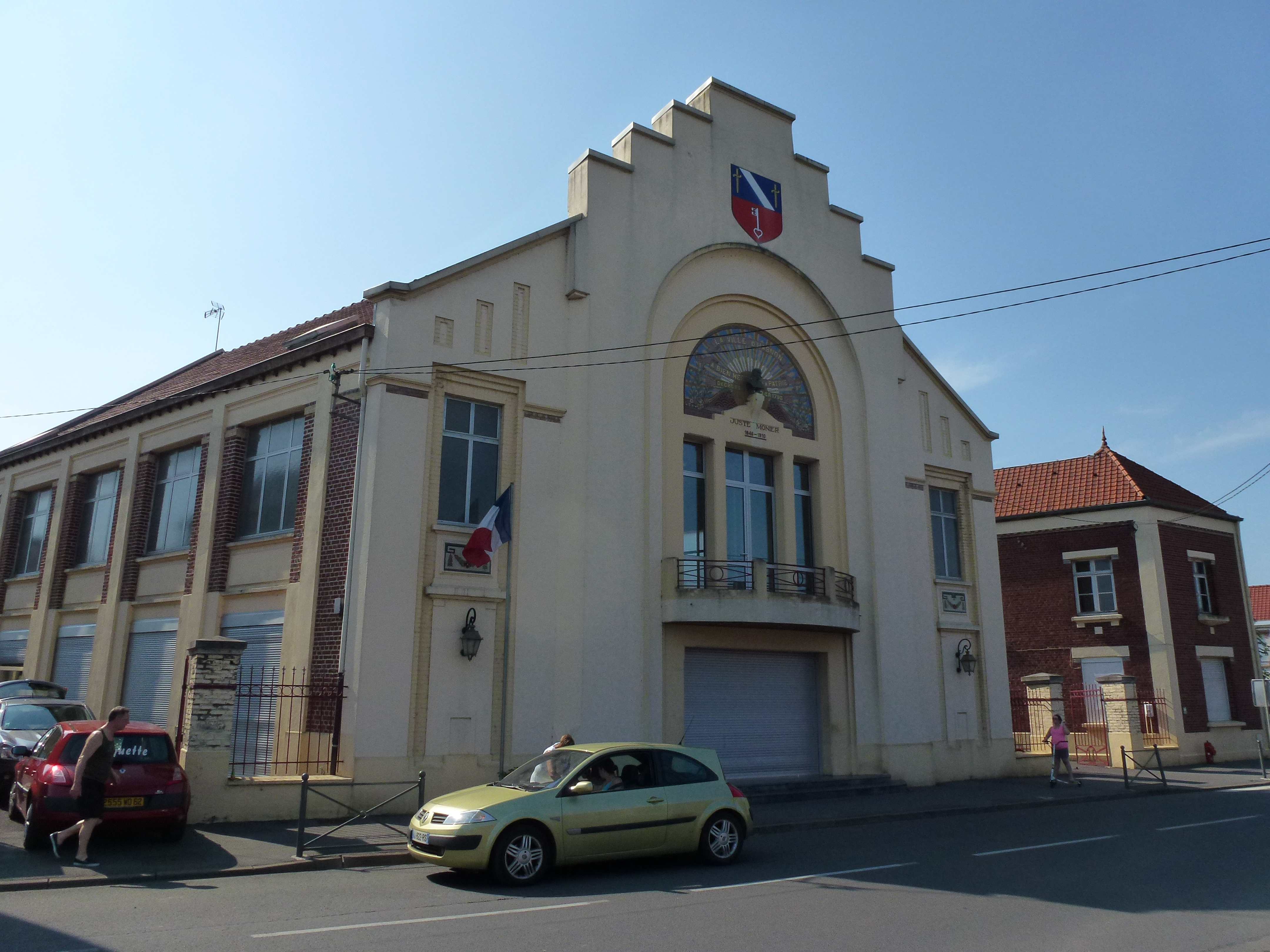
La salle des fêtes.
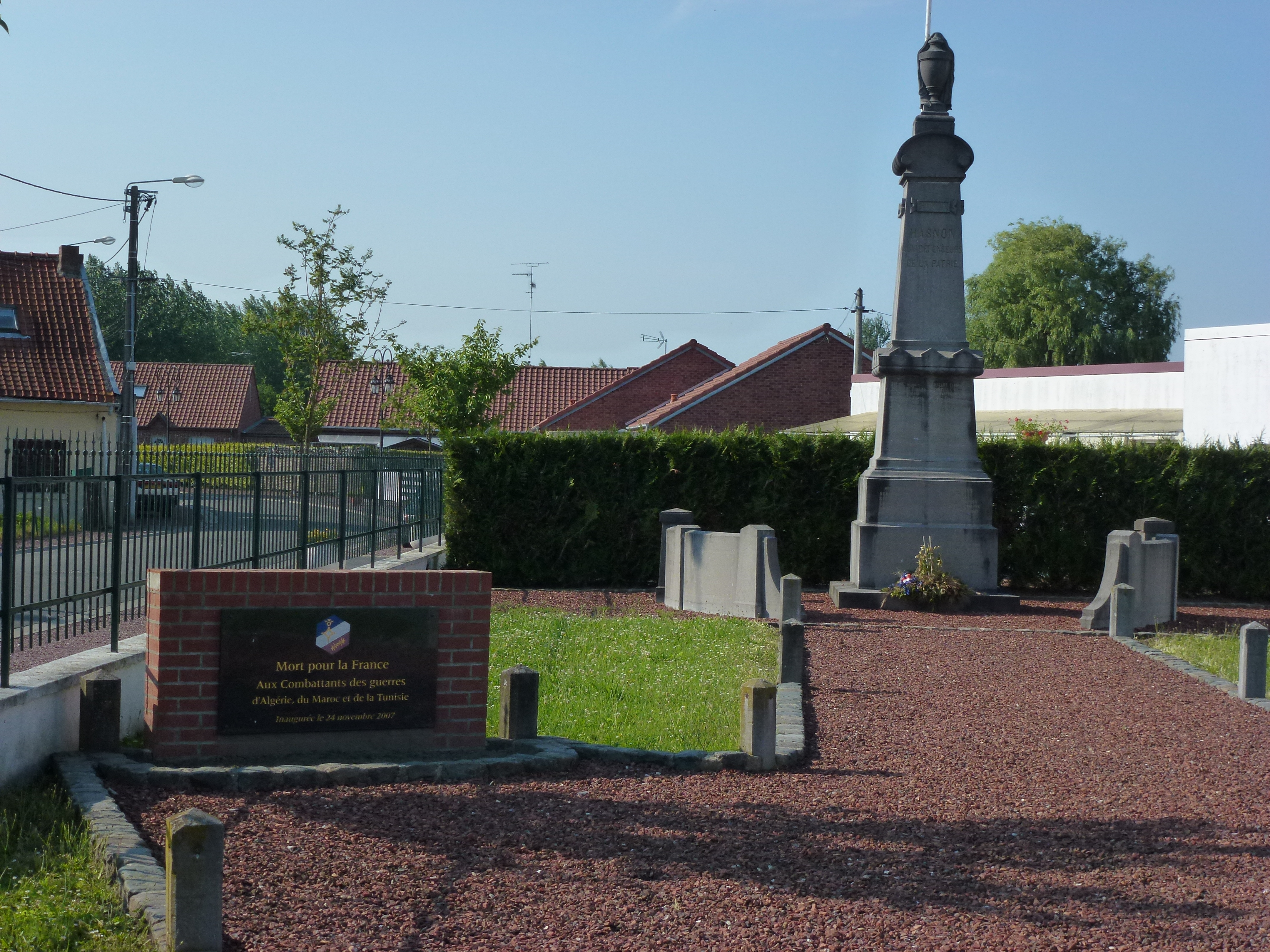
Monument aux morts.
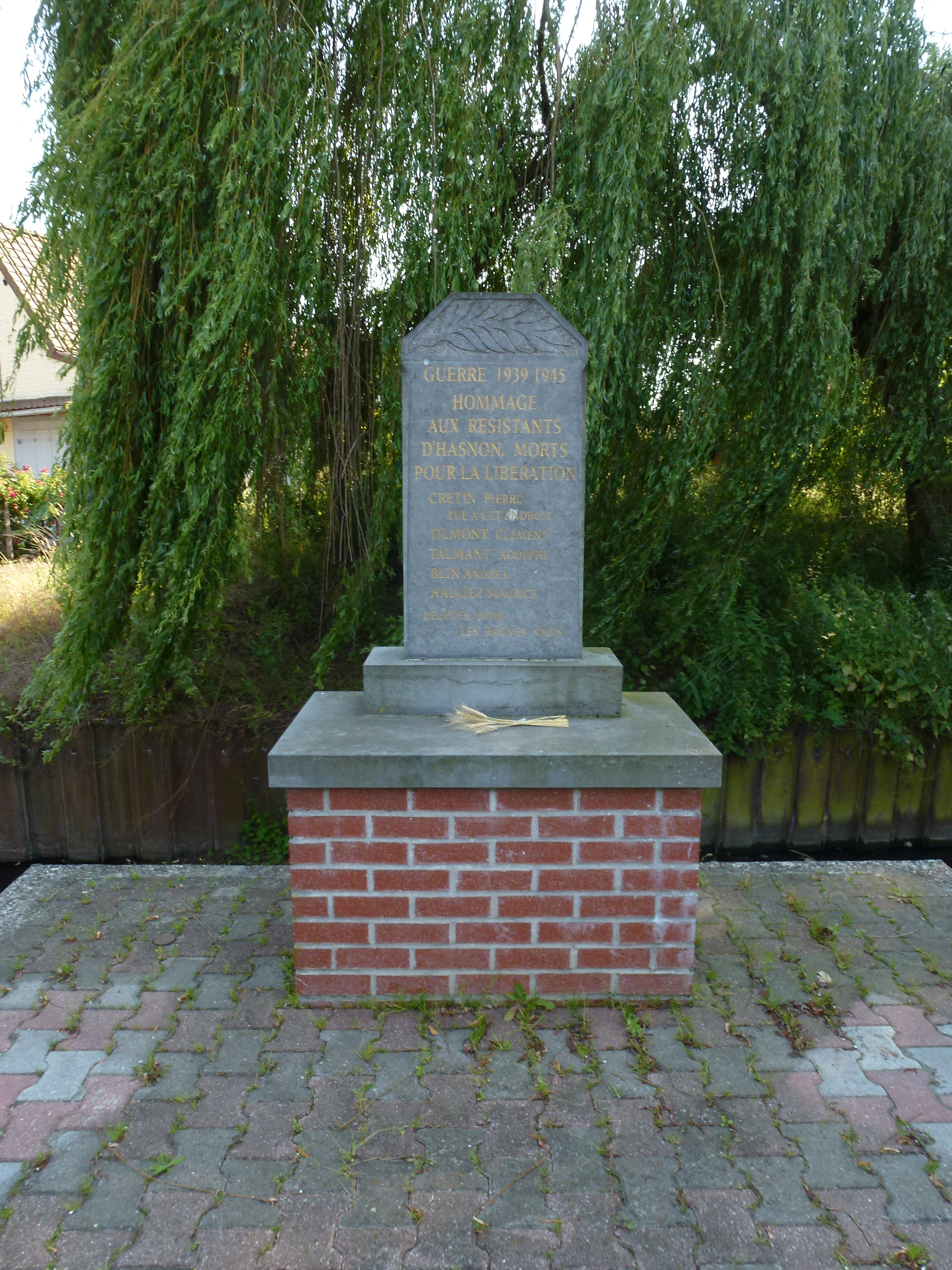
Petit mémorial de la guerre 1939-1945.

## Personnalités liées à la commune
Ermentrude d'Orléans (823-869), Reine de France, épouse de Charles le Chauve, enterrée à l'abbaye d'Hasnon

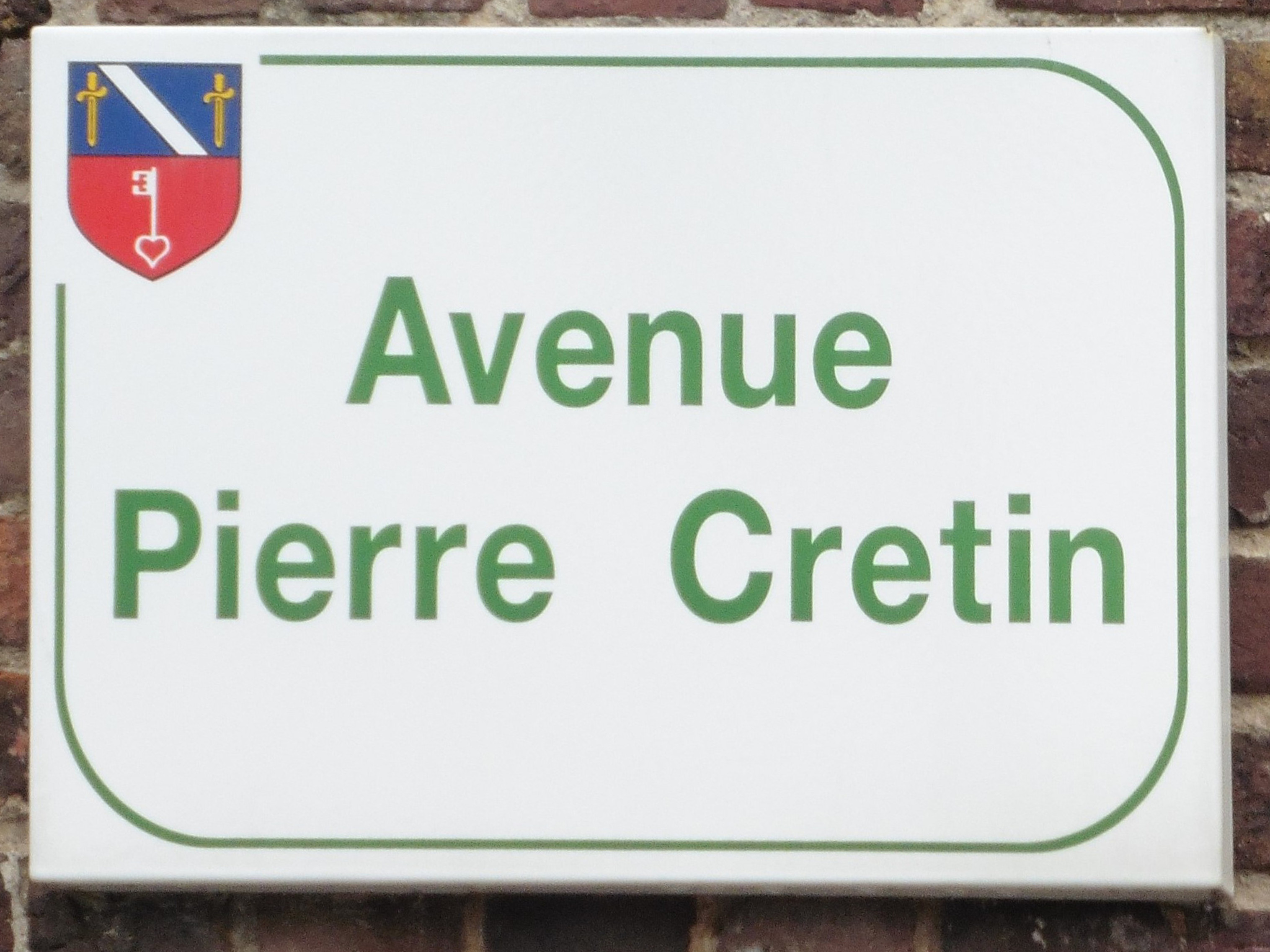
Plaque de l'Avenue Pierre Crétin

- Pierre Crétin : résistant hasnonais, tué par les Allemands sur la route de Cataine (rue qui relie Hasnon-Centre à Cataine). Une stèle a été érigée à l'endroit de sa mort et la route de Cataine a été renommée rue Pierre-Crétin.
- Raymond Havez :
- André du Croquet prieur de l'Abbaye de Hasnon attaché à l'Ordre de Saint-Benoît.
- Louis Lenclud, Léon Delcroix, Jean-Marie Ballé, Jean Deloeil : anciens maires d'Hasnon.
- Jacques Joseph Faidherbe, le grand-père du Général Louis Faidherbe, est né à Hasnon ca. 8bre 1737. L'arrière-grand-père du général, Jean-Baptiste Faidherbe, est décédé à Hasnon le 20 janvier 1777, et son épouse Marie-Joseph Petit y est née le 2 février 1714.

## Pour approfondir